# 下流科學
《下流科學：是天性還是怪癖？從「性」看穿人性！》（英語：Why Is the Penis Shaped Like That?: And Other Reflections on Being Human），簡稱《下流科學》，是心理學家傑西·白令撰寫的書籍，於2012年7月3日經《科學人》及法勒、施特勞斯和吉魯出版社聯合出版。中譯本於2013年5月28日經漫遊者文化出版，由莊靖翻譯。
白令是一位專注於研究心智理論的心理學家。他認為性跟心智理論有很大的關係，使得人能在性事上考慮對方的感受。同時他表示自身也喜歡探討一些「难以启齿的問題」，於是他便開始關注性方面的研究，並在《科學人》和《Slate》上發表多篇跟性有關的文章。《下流科學》收錄了他此前曾發表的30篇文章，談及男性自我口交、動物戀、戀足、戀童等議題。其餘的則以自由意志、自殺、宗教為題作展開。
評論者認為，《下流科學》的內容有趣，適合作為人們的派對話題，而且內容能為人在思考性時提供一個新的視角。他們還普遍讚揚白令在書中表現出來的風格，認為白令寫得很好和幽默。但內容的準確性卻獲得褒貶不一的評價。

## 創作
傑西·白令是一位專注於研究心智理論的心理學家。他認為性跟心智理論有很大的關係，使得人能在性事上考慮對方的感受。同時他表示自身也喜歡探討一些「难以启齿的問題」，於是他便開始關注性方面的研究，並在《科學人》和《Slate》上發表多篇跟性有關的文章。《下流科學》收錄了他此前曾發表的30篇文章。

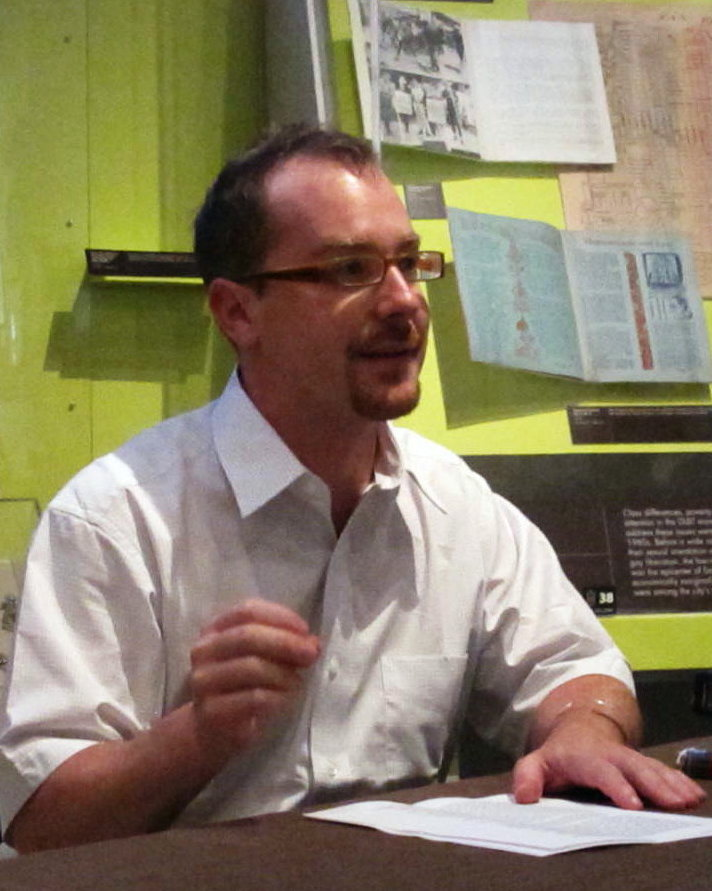
心理學家傑西·白令曾在《科學人》和《Slate》上發表多篇跟性有關的文章。《下流科學》收錄了他此前發表的30篇文章

白令表示當中大部分都把心智理論和性串聯在一起。他為了撰寫其中一些文章，而去了金賽研究所，查閱部分人曾向研究者透露的性史；並在當中刻意強調一些研究者的研究，表示該些研究者都以「顽固不化地追求真理著称」。書藉的封面印有兩顆核桃，象徵著男性的前列腺。白令在接受《科學人》的訪談時，肯定了這樣的安排是因為「很難找到一篇介紹前列腺的文章不用『核桃大小的器官』或『核桃大小的腺體』」來形容它。

## 內容
《下流科學》一著共分為8個章節。它收錄了30篇白令曾在《科學人》和《Slate》上發表的文章，大部分跟性有關，談及男性自我口交、動物戀、戀足、戀童等議題。其餘的則以自由意志、自殺、宗教為題作展開。當中他主要採用演化和逆向工程的角度，分析人類的各種行為及特征。
比如他在書中指出，陰莖的形狀能有效移除女性的上個伴侶在其體內留下的精子，減少男方在不知情的情況下養育他人子女的機會；早發性射精讓人在演化上更具優勢，但在人類對伴侶的同情底下此一特點開始起了變化；人類喜歡自慰的原因在於其能去除較舊的精子，增加繁殖機會。在談及自殺時，他認為自殺的出現具有演化基礎，讓自認不利於種群的人自滅，從而讓利給其他種群成員。白令在當中引用了各種研究及案例支持自己的宣稱。除此之外，他還為著作加入了一些插入語和玩笑。

## 評價
《下流科學》得到了《Gay Times》杂志推薦。同時該杂志表示讀者在看這本書時可能會引起他人注意。《图书论坛》的蘿絲·利希特-馬克（Rose Lichter-Marck）同樣提到自己在讀這本書時，其他人常常來搶走之，然後一邊讀一邊笑。《科克斯書評》和《图书馆杂志》的評論指其適合「想了解性」和「以幽默視角看待性研究」的人，但《新城市文学》的诺米·胡夫曼（Naomi Huffman）建議擔小的人不要看這本書。《南華早報》的曾景秀認為一些讀者可能不想閱讀當中有關性偏離的內容，並選擇跳過，但她同時表示這樣的話有可能錯過其他的精彩內容。
評論者認為，《下流科學》的內容有趣，適合作為人們的派對話題，而且內容能為人在思考性時提供一個新的視角。但他們對內容的準確性褒貶不一。《科克斯書評》認為白令能在著作中把研究和理論串聯在一起。《出版者周刊》的彼得·塔拉克（Peter Tallack）和《匹茲堡郵報》的亚历克斯·博伊斯（Alex Boese）同樣認為這本書的內容可信。不過，《琼斯母亲》的玛雅·杜森贝里不認同書的部分內容，例如女性有外遇後，原本對象會更為頻密地與之性交的原因是以自身陰莖移除對手留下的精子。《每日電訊報》的尼古拉斯·布林科同樣不讚同上述內容，並指書籍很多結論流於推測。不過利希特-馬克寫道，即使它們很多是推測性的，但仍能讓人信服。
評論者還普遍讚揚白令在書中表現出來的風格。他們認為白令寫得很好和幽默。杜森贝里表示這種幽默風格可以吸引不讚同演化心理學的人。塔拉克讚揚這本著作有著白令自身的風格。除此之外，著作中的修辭技巧也為評論者關注。他們把白令在著作中加入的插入語和雙關語分別形容為「簡潔」和「低俗」。布林科表示以這種風格寫成的句子「總是值得一读」。不過《新科學人》的杰米·康德利夫（Jamie Condliffe）批評白令在談及女性的性時無法保持這種幽默風格。杜森贝里還指書籍談及女性的部分相對較少。